# John G. Sargent
John Garibaldi Sargent, född 13 oktober 1860, död 5 mars 1939, var amerikansk jurist och politiker.
Han utexaminerades från Tufts College 1887 och dessutom avlade en magisterexamen vid Tufts 1912. Emellertid studerade han juridik och inleddes sin karriär som advokat i Vermont 1890. Först gick han med i advokatfirman Stickney, Sargent & Skeels och sedan gick han i delstatens tjänst som jurist för Windsor County, Vermont fram till 1900.
Sargent tjänstgjorde som USA:s justitieminister 1925-1929 under president Calvin Coolidge.